# Energy Berlin
Energy Berlin (en français : « NRJ Berlin ») est une station régionale de Energy Deutschland (NRJ Allemagne) destiné aux habitants de Berlin et de ses alentours.

## Historique

### Identité visuelle (logo)

Logo jusqu'en 2014
Logo à partir de 2014

## Diffusion
Les programmes d'Energy Stuttgart sont faits à Berlin. Energy Berlin est disponible avec une antenne ou par le réseau câblé.